# Raud den ramme
Raud den ramme (Rauðr inn rammi) var ifølge sagaen Heimskringla  en vikingehøvding som boede ved Saltstraumen, i nærheden af nutidens Bodø i Hålogaland i Nordland fylke i Norge. Han er kendt fra sagaen om Olav Tryggvason i Snorres kongesagaer. 
Ifølge Snorre Sturlason boede Raud på øer som hed Gylling og Hæring. Til sammen blev øerne kaldt for Godøerne, og strømmen mellem dem og fastlandet heder Godøystraumen. Raud var en frygtindgydende sejdmand og hedning. Han nægtede  derfor at lade sig døbe af kongen. Olav dræbte Raud ved at tvinge en hugorm ned halsen på ham.
Efter at det var mislykkedes kongen at kristne Raud og i stedet lagde ham i graven, «tog han store rigdomme i guld og sølv og meget  andet løsøre, våben og mange slags kostbarheder.» Det langskib som Raud ejede konfiskerede kongen, da det var meget flottere end det han havde selv. I forenden var der et dragehovede, og bagenden var formet som en krum hale.  Kongen døbte det derfor til Ormen skramme. Dette skib blev senere model for det berømte Ormen hin Lange.